# Кондратюк Олександр Іванович
Олекса́ндр Іва́нович Кондратю́к (4 липня 1982, Шпола, Черкаська область, УРСР — 20 січня 2015, Донецьк, Україна) — український військовик, старший лейтенант медичної служби (посмертно) Збройних сил України (81-а окрема аеромобільна бригада; 90-й окремий аеромобільний батальйон), позивний «Чорний Вовк». Начальник медичної служби, учасник російсько-української війни. Один із «кіборгів».

## Біографія
Закінчив Черкаський медичний коледж і пішов працювати в сільську амбулаторію. Був зарахований за цільовим направленням на педіатричний факультет Вінницького національного медичного університету, де навчався з 2003 по 2010 рік.
Загинув при евакуації «кіборгів» в Донецькому аеропорту.
По смерті залишились мати, дружина та донька 5 років.
Похований у м. Шпола, Черкаська область.

## Нагороди
- Указом Президента України № 9/2016 від 16 січня 2016 року, «за особисту мужність і високий професіоналізм, виявлені у захисті державного суверенітету та територіальної цілісності України, вірність військовій присязі», нагороджений орденом Богдана Хмельницького III ступеня (посмертно)[1].
- Нагрудний знак «За оборону Донецького аеропорту» (посмертно).
- Медаль УПЦ КП «За жертовність і любов до України» (посмертно).

## Вшанування пам'яті
- До Дня Гідності і Свободи 2015 Олександру присвоєно звання Почесного громадянина міста Шпола.
- В школі, де навчався Олександр, відкрито меморіальну дошку.
- 20 січня 2016 року в приміщенні Вінницького медичного університету було відкрито меморіальну дошку.[2]
- 19 січня 2018 року на фасаді Черкаської медичної академії відкрито меморіальну дошку[3].
- Вшановується в меморіальному комплексі «Зала пам'яті», в щоденному ранковому церемоніалі 20 січня[4][5].